# Франсоа Фабе
Франсоа Фабе (фр. François Faber, IPA: ; 26. јануар 1887 — 9. мај 1915) бивши је луксембуршки професионални бициклиста у периоду од 1906. до 1914. године. Највећи успех остварио је 1909. године, освојивши Тур де Франс. Те године, Фабе је победио на пет етапа заредом, што је рекорд који је и данас актуелан. Укупно је победио на 19 етапа на Туру. Осим Тур де Франса, освојио је два монументална класика — Ломбардију и Париз—Рубе, као и класике Париз—Брисел и Бордо—Париз.
Умро је у Првом светском рату, 1915. борећи се за Француску.

## Каријера
Фабеов отац, Жан Франсоа, рођен је у Луксембургу, чиме је његов син стекао луксембуршку националност; мајка му је рођена у Француској. Иако је имао луксембуршки пасош, Фабе је живио у Француској и сматрао је себе Французем.
Фабе је био професионалац девет година, од 1906. до 1914. и већ прве године возио је Тур де Франс, али није успио да га заврши, док је наредне године освојио седмо место. Прву професионалну победу остварио је на Тур де Франсу 1908. године, победивши на етапи 3, након чега је победио још три етапе и освојио друго место у генералном пласману. Након Тура, Фабе је освојио Ђиро ди Ломбардија трку.
1909. Фабе је почео освајањем трка Седан—Брисел и Париз—Брисел, пре Тур де Франса. На Туру су биле лоше временске прилике, киша и снег су узроковали да 50 возача напусти трку за шест дана. Што је време било горе, Фабе је возио боље. Победио је на пет узастопних етапа (етапе 2, 3, 4, 5, 6), чиме је постао рекордер, касније је победио и на етапи 10 и освојио Тур доминантно.
На Тур де Франсу 1910. године, Фабе је био лидер до етапе 7, када је имао инцидент са псом и остао прилично повређен. Вођство је преузео његов тимски сувозач, Октав Лапиз, али се Фабе није предавао. На задњој етапи је покушао да освоји трку, али је завршио на другом месту, са неколико прелома.
Наредне године освојио је трку Бордо—Париз и две етапе на Тур де Франсу, пре него је морао да га напусти током етапе 12. 1912. није успио да оствари ниједну победу, док је 1913. освојио Париз—Рубе и две етапе на Тур де Франсу.
Задње учешће на Туру било му је 1914. године, када је завршио девети, уз две етапне победе. Каријеру му је прекинуо почетак Првог светског рата.

## Смрт
Фабе се придружио Француској легији странаца када је почео Први светски рат, а 22. августа 1914. прикључен је другом пуку прве дивизије странаца.
Дана 9. маја 1915. првог дана битке на Артосу, примио је телеграм у којем му јављају да му је жена родила ћерку. Истог дана је убијен када се бринуо о повређеном колези током враћања са "ничије земље". Постхумно му је додељена војна медаља. У Луксембургу је организована и мала трка гран при Франсоа Фабе.